# Bátovce
Bátovce é um município da Eslováquia, situado no distrito de Levice, na região de Nitra. Tem 31,63 km² de área e sua população em 2018 foi estimada em 1.155 habitantes.

## Demografia
| Ano:        | 1994 | 2004   | 2014   | 2024   |
| ----------- | ---- | ------ | ------ | ------ |
| Broj ljudi: | 1053 | 1080   | 1110   | 1180   |
| Razlika:    |      | +2,56% | +2,77% | +6,30% |

| Ano:               | 2023 | 2024   |
| ------------------ | ---- | ------ |
| Número de pessoas: | 1189 | 1180   |
| Diferença:         |      | -0,75% |